# Майське (Полєський район)
Майське (рос. Майское) — селище Полєського району, Калінінградської області Росії. Входить до складу Тургенєвського сільського поселення.
Населення —  197 осіб (2015 рік). 

## Населення
| 2002 | 2010 |
| ---- | ---- |
| 183  | ↗197 |